# Sam Hoevens
Sander Wilhelmus (Sam) Hoevens (Amsterdam, 10 augustus 1905- Schoorl, 15 september 1934) was een Nederlands wielrenner.
Hij was zoon van Sander Hoevens en Peterdina Mesken. Bij zijn militaire keuring gaf hij als beroep aan: rijwielhersteller. Hijzelf was gehuwd met Johanna Elisabeth Domhof, wiens broer Barend Johannes Domhof (1912-1977) ook wielrenner was. Hoevens en Domhof reden wel tandemracen.
Hoevens was net als tijdgenoot Klaas van Nek jr. gespecialiseerd in achtervolgingen en koppelkoersen; hij vulde dat aan met de sprint. Samen reden ze een aantal zesdaagsen. Hoevens bekendheid steeg vanaf 1923 en zeker vanaf 1925 toen hij de grote prijs van Keulen won in een onderlinge confrontatie Duitsland-Nederland. Hij haalde vervolgens ook successen in Kopenhagen en Dusseldorf. Hij was ook een keer kampioen wielrennen op de hometrainer. Hij zou gaan meedoen aan de Zesdaagse van Amsterdam maar een dodelijk verkeersongeluk verhinderde dat.
In september 1934 was hij samen met rengenoten Klaas van Nek jr. uit Amsterdam en Flip Reijnders (24) uit Ginneken en hun masseur Ridel per auto onderweg van een wedstrijd in Leeuwarden naar een wedstrijd in Zuid-Holland. Rijdend op de Helderschen weg moest de auto over de sporen van de Tramlijn Alkmaar - Schagen, waarbij Van Nek als bestuurder de tram/trein niet heeft horen of zien aankomen. Na de aanrijding heeft de tram/trein de auto voor circa 70 meter meegesleurd. Politieagenten die ter plaatse surveilleerden constateerden direct dat drie van de vier inzettende overleden waren; er kwam geen teken van leven meer. De auto was geheel verfomfaaid; de tram kon nadat het autowrak verwijderd was haar rit hervatten. De vier inzittenden werden nog wel naar het Centraal Ziekenhuis in Alkmaar gebracht, maar daar werd de mening van de politie alleen maar bevestigd. Overigens stond de overgang al jaren bekend als onveilig; het spoor van de tram/trein liep lang parallel aan de weg om dan plotseling de weg over te steken. Het ongeluk was landelijk nieuws.
Zijn lichamelijk overschot werd naar Amsterdam gebracht, alwaar hij woonde aan de Eerste Goudsbloemdwarsstraat 15. Op de dag van de begrafenis trok een lange stoet, waaronder leden van vereniging Olympia, naar de Begraafplaats Vredenhof.
Na zijn dood werd een steunfonds opgericht om de nabestaanden van Hoevens (hij liet vrouw en kinderen na) en Reynders te ondersteunen. Zijn graf werd opgesierd door een beeldje met onderschrift "Rust zacht lieve man en pappie"; het beeldje werd in 2014 van de begraafplaats gestolen. Ter nagedachtenis aan Sam Hoevens organiseerde zijn rennersclub Olympia op hun Olympiabaan in Badhoevedorp nog wedstrijden onder de noemer "In memoriam Joop de Wolff en Sam Hoevens-wedstrijden". Zijn naam reikt tot 1968 wanneer wielrenner Joop Bustraan terugblikt op zijn loopbaan in De Telegraaf.
Hoevens' dochter trouwde met de succesvolle gangmaker Joop Stakenburg. De laatste kwam in 1989 ook om het leven bij een verkeersongeluk.